# Huerto
Huerto è un comune spagnolo di 257 abitanti situato nella comunità autonoma dell'Aragona.